# Волейбол на Тихоокеанских играх 2019
Соревнования по волейболу на XVI Тихоокеанских играх проходили с 11 по 18 июля 2019 года в Апиа (Самоа) с участием 11 мужских и 7 женских национальных сборных команд. Было разыграно 2 комплекта наград. Чемпионские титулы выиграли: у мужчин — сборная Таити, у женщин — сборная Новой Каледонии.
Соревнования прошли в спортивном зале Национального университета Самоа.

## Команды-участницы

### Мужчины
Американское Самоа, Гуам, Кирибати, Новая Каледония, Папуа — Новая Гвинея, Самоа, Соломоновы Острова, Таити, Тувалу, Уоллис и Футуна, ФШМ.

### Женщины
Американское Самоа, Гуам, Новая Каледония, Самоа, Соломоновы Острова, Таити, Уоллис и Футуна.

## Система проведения турнира
Соревнования у мужчин и женщин состояли из двух групповых этапов и плей-офф. На первом групповом этапе мужского турнира команды-участницы были разделены на 4 группы. По две лучшие команды вышли во вторую групповую стадию, где были разделены на две группы (учитывались результаты игр команд между собой на первом этапе). Все 8 сборных, участвовавших во втором этапе, вышли в четвертьфинал плей-офф и далее по системе с выбыванием определили призёров турнира.
На первом групповом этапе женского турнира было образовано две группы. По две лучшие вышли во второй групповой этап, где образовали одну группу (учитывались результаты игр команд между собой на первом этапе). Команды, занявшие на втором групповом этапе 1-е и 2-е места, в финале разыграли первенство, 3-е и 4-е — бронзовые награды.     
Первичным критерием при распределении мест в группах являлось общее количество побед, затем количество очков, соотношение партий, очков и, наконец, результат личных встреч. За победы со счётом 3:0 и 3:1 команды получали по 3 очка, 3:2 — по 2 очка, за поражения 2:3 проигравшие получали по одному очку, за поражения 1:3 и 0:3 очки не начислялись. 

## Результаты

### Мужчины

#### Первый групповой этап

##### Группа A
| М | Команда            | 1   | 2   | 3   | И | В | П | С/П | О |
| - | ------------------ | --- | --- | --- | - | - | - | --- | - |
| 1 | Самоа              |     | 3:1 | 3:0 | 2 | 2 | 0 | 6:1 | 6 |
| 2 | Американское Самоа | 1:3 |     | 3:0 | 2 | 1 | 1 | 4:3 | 3 |
| 3 | Гуам               | 0:3 | 0:3 |     | 2 | 0 | 2 | 0:6 | 0 |

11 июля: Самоа — Гуам 3:0 (25:17, 25:22, 25:19).
12 июля: Самоа — Американское Самоа 3:1 (25:12, 25:19, 24:26, 26:24).
13 июля: Американское Самоа — Гуам 3:0 (25:17, 25:22, 25:19).

##### Группа В
| М | Команда         | 1   | 2   | 3   | И | В | П | С/П | О |
| - | --------------- | --- | --- | --- | - | - | - | --- | - |
| 1 | Таити           |     | 3:2 | 3:0 | 2 | 2 | 0 | 6:2 | 5 |
| 2 | Новая Каледония | 2:3 |     | 3:0 | 2 | 1 | 1 | 5:3 | 4 |
| 3 | ФШМ             | 0:3 | 0:3 |     | 2 | 0 | 2 | 0:6 | 0 |

11 июля: Новая Каледония — ФШМ 3:0 (25:17, 25:16, 25:13).
12 июля: Таити — Новая Каледония 3:2 (23:25, 17:25, 25:20, 25:22, 15:11).
13 июля: Таити — ФШМ 3:0 (25:11, 25:13, 25:11).

##### Группа С
| М | Команда              | 1   | 2   | 3   | И | В | П | С/П | О |
| - | -------------------- | --- | --- | --- | - | - | - | --- | - |
| 1 | Папуа — Новая Гвинея |     | 3:1 | 3:0 | 2 | 2 | 0 | 6:1 | 6 |
| 2 | Кирибати             | 1:3 |     | 3:2 | 2 | 1 | 1 | 4:5 | 2 |
| 3 | Соломоновы Острова   | 0:3 | 2:3 |     | 2 | 0 | 2 | 2:6 | 1 |

11 июля: Папуа—Новая Гвинея — Кирибати 3:1 (25:10, 23:25, 25:13, 25:15).
12 июля: Кирибати — Соломоновы Острова 3:2 (23:25, 25:20, 19:25, 25:21, 15:10).
13 июля: Папуа—Новая Гвинея — Соломоновы Острова 3:0 (25:18, 25:13, 25:20).

##### Группа D
| М | Команда         | 1   | 2   | И | В | П | С/П | О |
| - | --------------- | --- | --- | - | - | - | --- | - |
| 1 | Уоллис и Футуна |     | 3:0 | 1 | 1 | 0 | 3:0 | 3 |
| 2 | Тувалу          | 0:3 |     | 1 | 0 | 1 | 0:3 | 0 |

12 июля: Уоллис и Футуна — Тувалу 3:0 (25:12, 25:15, 25:23).

#### Классификационный этап за 9—11 места

##### Группа G
| М  | Команда            | 9   | 10  | 11  | И | В | П | С/П | О |
| -- | ------------------ | --- | --- | --- | - | - | - | --- | - |
| 9  | Гуам               |     | 3:2 | 3:1 | 2 | 2 | 0 | 6:3 | 5 |
| 10 | ФШМ                | 2:3 |     | 3:2 | 2 | 1 | 1 | 5:5 | 3 |
| 11 | Соломоновы Острова | 1:3 | 2:3 |     | 2 | 0 | 2 | 3:6 | 1 |

15 июля: Гуам — Соломоновы Острова 3:1 (25:18, 25:19, 18:25, 25:22).
16 июля: ФШМ — Соломоновы Острова 3:2 (22:25, 15:25, 25:20, 25:21, 15:11).
17 июля: Гуам — ФШМ 3:2 (23:25, 29:27, 23:25, 25:18, 19:17).

#### Второй групповой этап
Курсивом выделены результаты матчей первого этапа, пошедшие в зачёт второго.

##### Группа Е
1А, 1С, 2А, 2С.
| М | Команда              | 1   | 2   | 3   | 4   | И | В | П | С/П | О |
| - | -------------------- | --- | --- | --- | --- | - | - | - | --- | - |
| 1 | Самоа                |     | 3:1 | 3:1 | 3:0 | 3 | 3 | 0 | 9:2 | 9 |
| 2 | Папуа — Новая Гвинея | 1:3 |     | 3:0 | 3:1 | 3 | 2 | 1 | 7:4 | 6 |
| 3 | Американское Самоа   | 1:3 | 0:3 |     | 3:1 | 3 | 1 | 2 | 4:7 | 3 |
| 4 | Кирибати             | 0:3 | 1:3 | 1:3 |     | 3 | 0 | 3 | 2:9 | 0 |

15 июля: Самоа — Кирибати 3:0 (25:15, 25:16, 25:13); Папуа—Новая Гвинея — Американское Самоа 3:0 (25:19, 25:16, 25:19).
16 июля: Самоа — Папуа—Новая Гвинея 3:1 (31:29, 25:20, 21:25, 25:21); Американское Самоа — Кирибати 3:1 (25:18, 23:25, 25:20, 25:18).

##### Группа F
1A, 1D, 2A, 2D.
| М | Команда         | 1   | 2   | 3   | 4   | И | В | П | С/П | О |
| - | --------------- | --- | --- | --- | --- | - | - | - | --- | - |
| 1 | Таити           |     | 3:0 | 3:2 | 3:0 | 3 | 3 | 0 | 9:2 | 8 |
| 2 | Уоллис и Футуна | 0:3 |     | 3:1 | 3:0 | 3 | 2 | 1 | 6:4 | 6 |
| 3 | Новая Каледония | 2:3 | 1:3 |     | 3:0 | 3 | 1 | 2 | 6:6 | 4 |
| 4 | Тувалу          | 0:3 | 0:3 | 0:3 |     | 3 | 0 | 3 | 0:9 | 0 |

15 июля: Таити — Тувалу 3:0 (25:23, 25:17, 25:20); Уоллис и Футуна — Новая Каледония 3:1 (25:15, 22:25, 25:19, 25:20).
16 июля: Таити — Уоллис и Футуна 3:0 (25:16, 25:17, 25:23); Новая Каледония — Тувалу 3:0 (25:15, 25:18, 25:14).

#### Плей-офф

##### Четвертьфинал
17 июля
Самоа — Тувалу 3:0 (25:18, 25:16, 25:16).
Новая Каледония — Папуа—Новая Гвинея 3:0 (33:31, 25:14, 25:22).
Уоллис и Футуна — Американское Самоа 3:0 (25:14, 25:20, 25:19).
Таити — Кирибати 3:0 (25:8, 25:18, 25:13).

##### Полуфинал за 5—8 места
18 июля
Папуа—Новая Гвинея — Кирибати 3:0 (25:11, 25:14, 25:19).
Американское Самоа — Тувалу 3:1 (25:21, 25:21, 25:17).

##### Полуфинал за 1—4 места
18 июля
Уоллис и Футуна — Самоа 3:1 (21:25, 25:16, 25:14, 25:21).
Таити — Новая Каледония 3:0 (26:24, 25:23, 25:21).

##### Матч за 7-е место
19 июля
Тувалу — Кирибати 3:2 (18:25, 22:25, 25:20, 25:21, 15:13).

##### Матч за 5-е место
19 июля
Папуа—Новая Гвинея — Американское Самоа 3:1 (25:20, 25:21, 22:25, 25:18).

##### Матч за 3-е место
19 июля
Новая Каледония — Самоа 3:2 (25:15, 25:27, 20:25, 25:16, 15:10).

##### Финал
19 июля
Таити — Уоллис и Футуна 3:0 (25:23, 25:22, 25:17).

### Женщины

#### Первый групповой этап

##### Группа A
| М | Команда            | 1   | 2   | 3   | 4   | И | В | П | С/П | О |
| - | ------------------ | --- | --- | --- | --- | - | - | - | --- | - |
| 1 | Уоллис и Футуна    |     | 3:2 | 3:0 | 3:0 | 3 | 3 | 0 | 9:2 | 8 |
| 2 | Самоа              | 2:3 |     | 3:0 | 3:0 | 3 | 2 | 1 | 8:3 | 7 |
| 3 | Гуам               | 0:3 | 0:3 |     | 3:1 | 3 | 1 | 2 | 3:7 | 3 |
| 4 | Соломоновы Острова | 0:3 | 0:3 | 1:3 |     | 3 | 0 | 3 | 1:9 | 0 |

13 июля: Уоллис и Футуна — Гуам 3:0 (25:8, 25:18, 25:17); Самоа — Соломоновы Острова 3:0 (25:11, 25:23, 25:9).
15 июля: Гуам — Соломоновы Острова 3:1 (25:22, 25:20, 7:25, 25:21); Уоллис и Футуна — Самоа 3:2 (25:22, 13:25, 20:25, 25:11, 15:9).
16 июля: Уоллис и Футуна — Соломоновы Острова 3:0 (25:16, 25:14, 25:12); Самоа — Гуам 3:0 (25:16, 25:13, 25:12).

##### Группа B
| М | Команда            | 1   | 2   | 3   | И | В | П | С/П | О |
| - | ------------------ | --- | --- | --- | - | - | - | --- | - |
| 1 | Новая Каледония    |     | 3:1 | 3:2 | 2 | 2 | 0 | 6:3 | 5 |
| 2 | Таити              | 1:3 |     | 3:1 | 2 | 1 | 1 | 4:4 | 3 |
| 3 | Американское Самоа | 2:3 | 1:3 |     | 2 | 0 | 2 | 3:6 | 1 |

13 июля: Таити — Американское Самоа 3:1 (25:10, 18:25, 25:16, 25:10).
15 июля: Новая Каледония — Американское Самоа 3:2 (25:15, 25:15, 25:27, 24:26, 15:11).
16 июля: Новая Каледония — Таити 3:1 (25:20, 19:25, 25:19, 25:23).

#### Классификационный этап за 5—7 места

##### Группа D
| М | Команда            | 5   | 6   | 7   | И | В | П | С/П | О |
| - | ------------------ | --- | --- | --- | - | - | - | --- | - |
| 5 | Американское Самоа |     | 3:0 | 3:0 | 2 | 2 | 0 | 6:0 | 6 |
| 6 | Гуам               | 0:3 |     | 3:1 | 2 | 1 | 1 | 3:4 | 3 |
| 7 | Соломоновы Острова | 0:3 | 1:3 |     | 2 | 0 | 2 | 1:9 | 0 |

17 июля: Американское Самоа — Соломоновы Острова 3:0 (25:9, 25:12, 25:10).
18 июля: Американское Самоа — Гуам 3:0 (25:11, 25:7, 25:16).
19 июля: Гуам — Соломоновы Острова 3:1 (25:21, 25:20, 20:25, 25:20).

#### Второй групповой этап
Курсивом выделены результаты матчей первого этапа, пошедшие в зачёт второго.

##### Группа С
| М | Команда         | 1   | 2   | 3   | 4   | И | В | П | С/П | О |
| - | --------------- | --- | --- | --- | --- | - | - | - | --- | - |
| 1 | Новая Каледония |     | 3:1 | 3:0 | 3:1 | 3 | 3 | 0 | 9:2 | 9 |
| 2 | Таити           | 1:3 |     | 3:0 | 3:0 | 3 | 2 | 1 | 7:3 | 6 |
| 3 | Уоллис и Футуна | 0:3 | 0:3 |     | 3:2 | 3 | 1 | 2 | 3:8 | 2 |
| 4 | Самоа           | 1:3 | 0:3 | 2:3 |     | 3 | 0 | 3 | 3:9 | 1 |

17 июля: Таити — Уоллис и Футуна 3:0 (25:12, 25:9, 25:12); Новая Каледония — Самоа 3:1 (25:11, 23:25, 25:18, 26:24).
18 июля: Новая Каледония — Уоллис и Футуна 3:0 (технический результат); Таити — Самоа 3:0 (25:13, 25:14, 25:11).

#### Матч за 3-е место
19 июля
Самоа — Уоллис и Футуна 3:0 (25:21, 26:24, 25:23).

#### Финал
19 июля
Новая Каледония — Таити 3:2 (25:13, 18:25, 17:25, 25:22, 15:7).

## Итоги

### Положение команд
| Мужчины                 | Женщины               |
| ----------------------- | --------------------- |
| Таити                   | Новая Каледония       |
| Уоллис и Футуна         | Таити                 |
| Новая Каледония         | Самоа                 |
| 4. Самоа                | 4. Уоллис и Футуна    |
| 5. Папуа — Новая Гвинея | 5. Американское Самоа |
| 6. Американское Самоа   | 6. Гуам               |
| 7. Тувалу               | 7. Соломоновы Острова |
| 8. Кирибати             |                       |
| 9. Гуам                 |                       |
| 10. ФШМ                 |                       |
| 11. Соломоновы Острова  |                       |

### Призёры

#### Мужчины
Таити
  Уоллис и Футуна
  Новая Каледония

#### Женщины
Новая Каледония
  Таити
  Самоа